# 월리스 랭햄
월리스 랭햄(Wallace Langham, 1965년 3월 11일 ~ )은 미국의 배우이다.

## 출연 작품
- 빌리 진 킹: 세기의 대결 - 헨리 역
- 더 다키스트 마인즈